# Tiny Token Empires
Tiny Token Empires — компьютерная игра жанра пошаговой стратегии. Дело происходит за 200 лет до Рождества Христова. Пять величайших империй мира (греки, римляне, персы, египтяне и карфагеняне) сошлись в бою. У каждой есть свой лидер цивилизации, воскрешающийся на следующий день после смерти (у римлян, например, это Марцеллус Брут). Также можно нанять четырёх дополнительных героев.

## Ход игры
В игре существуют деньги. Они расходуются на наём и содержание войск и героев. Кроме того, они нужны для основания и развития городов, для строительства зданий.
Перемещаются войска и герои по регионам. В одном регионе может быть до пяти воинов, среди них не более одного героя. От каждого региона есть свой определённый доход. В некоторых областях можно строить города, в некоторых нельзя. Нейтральные территории, в которых возможно основание города, как правило, охраняются варварами. Варвары слабы, но их параметры никому не известны. Иногда в определённых регионах встречаются мифические чудовища. Их тяжело победить, одно чудище стоит армии. В Апулии, что лежит к юго-востоку от Рима, бродит свирепый Минотавр, с радостью сжирающий людей; на острове Крит живёт Феникс, не любящий чужеземцев. Но в иных областях (например, в Сарматии) можно встретить редкие артефакты, дающие полезные бонусы.
Каждый ход — один день. Юнит завершает свой ход, если его параметр скорости на сегодня кончился. Различаются пять параметров:
- Тип юнита. Показывает вид оружия. Если юнит — воин, то надо собирать мечи для его боеготовности, если стрелок — стрелы, если герой — командирские шлемы и т. д.. Также существуют мифологические юниты, армейские лекари, конница и флот.
- Здоровье. Показывает, сколько надо нанести урона, чтобы уничтожить юнит. Лекари могут возвращать здоровье себе и другим солдатам и героям.
- Атака. Показывает, сколько урона юнит нанесёт за один раз. Некоторые юниты (например, герои и тяжёлая конница) могут за раз атаковать двух и более врагов.
- Скорость. Показывает, сколько регионов за день может пройти юнит. Бой отнимает дополнительные очки скорости.
- Расходы на содержание. Убытки за присутствие юнита в армии. Сюда входят еда, питьё, постель, оружие и т. д.. Расходы на содержание равны 10 % от стоимости найма.

В игре нет дипломатии, все нации постоянно враждуют. В отличие от игр наподобие Civilization, в Tiny Token Empires есть отдельный режим для битв и отдельный для перемещения по карте. Режим битв представляет собой игру в стиле «три в ряд» с компьютерным оппонентом.

## Города
Каждый город приносит доход ежедневно. Чтобы основать город, в регионе должен находиться герой. Также нужно 400 золотых.
Различаются 4 вида городов:
1. Деревня — изначальное название города. В деревнях нельзя ничего строить, но они приносят 10 % защиты. Их можно за 800 золотых улучшить до малого полиса.
2. Малый полис — в нём можно строить стены, но нельзя здания.
3. Город — за 2500 золотых можно улучшить малый полис. Возможно возводить все виды зданий. Доходы гораздо выше. За 5000 золотых превращается в столицу.
4. Столица — высший уровень развития города. Столиц может быть сколько угодно, не только одна.
Если уничтожить всех воинов и, если есть, героя, которые охраняют регион с городом, регион и, соответственно, город будут считаться захваченными. После захвата любой город превращается в деревню, и захватчику необходимо будет развивать его заново.
Потеряв стартовый регион, цивилизация уничтожается.

## Особые происшествия
Иногда в одном из регионов происходит необычное событие: в армию поступил новобранец, необходимо выполнить особое задание и получить 2000 золотых, армия в регионе не сможет сегодня перемещаться, провинцию атаковали варвары или мятежники, сторонники предателя-наместника. Необходимо будет разобраться с этими происшествиями, и тогда можно будет извлечь из них выгоду.

## Награды
В игре существуют награды, выдающиеся игроку за определённые достижения. К примеру, награда, для получения которой необходимо построить (или захватить) три города и превратить в столицы.